# Крещённые крестами
«Крещённые крестами: Записки на коленках» — роман, мемуары писателя современной русской литературы Эдуарда Кочергина. Лауреат литературной премии «Национальный бестселлер» 2010 года, номинант литературной премии "Большая книга" 2010 года.

## Общая информация
Первое издание романа «Крещённые крестами: Записки на коленках» было опубликовано издательством «Вита Нова» в Санкт-Петербурге в 2009 году, затем в 2011 году вышло второе издание дополненное рассказом «Баллада о деревянном самолёте», а в приложении были размещены фотодокументы 1940—1950-х годов, географические карты, тексты песен. Объём второго издания 288 страниц и тиражом 5000 экземпляров. В дальнейшем книга постоянно выпускалась отдельным тиражом. Произведение популярно у современного читателя.
Книга основана на воспоминаниях автора о тяжелых годах после окончания войны. Ребёнком он совершил побег на родину в Ленинград из омского детского приемника для детей «врагов народа». На страницах повествуется о пути, продолжавшемся более шести лет, с перипетиями и скитаниями по Советскому Союзу. О стране, в которой тогда было множество казённых домов, детприёмников и колоний.
Название книги «Крещённые крестами» уводит в сталинские тюрьмы, в Кресты, когда это словосочетание было паролем воров в законе. Много среди сидельцев было и политических, которые также стали крещёнными в Крестах. Среди них был и отец писателя. 

## Сюжет
Ребёнок из семьи «врага народа» оказывается в сложное время и в непростом месте, где всё казённое, а ты хоть и маленький, остаёшься один на один со своими бедами и мыслями. Эти воспоминания не только о детстве писателя, а вообще обо всех детях, советских мальчишках и девчонках, которые были участниками различных переделок и экстремальных событий. В основном, в книге рассказывается история послевоенного времени. Период побега составил шесть лет, с 1945 по 1952 год, из Омска до Ленинграда.
Главный герой преодолевает тяжёлый путь по железной дороге, едет в теплушках на перекладных, попадает в различные детприёмники, становится «собственностью» самых разных городов Советского Союза. По пути ему встречаются различные люди — это и воры, и радушные уральцы, в чём-то гениальные как Машка — Коровья Нога или Нянька, а где-то злые неудачники.
Книга была посвящена матери. Матка Броня, по происхождению полька, «крещённая крестами» и осуждённая на 10 лет за «шпионаж». Именно к ней через все преграды пытался добраться маленький мальчик.

## Критика и рецензии
Русский писатель Вадим Левенталь в своём обзоре о книге «Крещённые крестами: Записки на коленках» отмечает:
Слово «одиссея» появляется едва ли не в каждой второй рецензии на роман — и неслучайно. Действительно, история человека (что в данном случае маленького мальчика — в структурном смысле неважно), оказавшегося волею судеб за тридевять земель от дома и долгие годы добирающегося домой, — и есть архетипический гомеровский сюжет. И тот и другой герой, оказываясь в разных землях, силою обстоятельств задерживаются там (и начальницы детприёмников выполняют ту же функцию, что и Калипсо, ведь в конечном итоге в каждом детприёмнике герой остаётся по собственной воле). И тот и другой герой теряют соратников. И тот и другой герой действуют скорее хитростью, чем грубой силой, и того, и другого можно назвать «хитроумным». Дополнительное сходство двум историям придает то, что и там и там фигурирует женщина, оказавшаяся в руках врагов — жена или мать. Вот что снится герою «Крещённых крестами» в финале книги сразу после воссоединения с матерью: «Мы [с матерью] бежим по площади. <…> Оглянулись — за нами погоня. Целая армия великанов-мусоров — в древних военных доспехах, с красными звёздами на тульях фуражек — вооружённая щитами, мечами, копьями, топорами со стен арки Главного штаба — мчится на нас». Трудно отделаться от ощущения, что «великаны-мусора» сближаются тут с женихами Пенелопы.

В своей отзыве на решение жюри присудить премию «Национальный бестселлер» книге «Крещённые крестами», Виктор Топоров отмечает:
Присудили премию Кочергину потому, что это чрезвычайно достойная книга чрезвычайно достойного человека и, разумеется, никаких иных мыслей и чувств это вызвать не может. А энтузиазма у меня по этому поводу большого нет, потому что эта книга не то, чтобы устарела, она вполне хороша для любой премии, но, может быть, не для этой, не для «Нацбеста» с его установкой на прорывность, молодость, азарт — там всего этого нет. Это очень трогательные, сильные, достойно написанные мемуары. В таких случаях не всегда, но очень часто работает некий сюжет-усреднение.

## Награды
- 2010 — Национальный бестселлер, лауреат.
- 2010 — Большая книга, номинант[5].

## Интересные факты
- В 2015 году на малой сцене Большого драматического театра имени Товстоногова был поставлен спектакль по произведению Эдуарда Кочергина «Крещённые крестами: Записки на коленках». Сценарий и режиссура — Вениамина Фильштинского. «Голос автора» исполняет народный артист России Геннадий Богачев[6].